# You Don't Fool Me
«You Do not Fool Me» (укр. «Не дури мене») — пісня британського рок-гурту «Queen» з альбому «Made in Heaven» 1995 року. Вона вийшла як сингл у 1996 році, який містив, за винятком оригіналу, різні ремікси. Написана Фредді Мерк'юрі і Роджером Тейлором. Це одна з небагатьох пісень «Queen», яка була записана гуртом під керівництвом Девіда Річардса вже після сесій альбому «Innuendo». Найбільшого успіху «You Do not Fool Me» досягла в чарті Італії. Це був останній сингл «Queen», який вони записали і видали з вокалістом Фредді Мерк'юрі, попри те, що він помер за 4 роки до виходу альбому «Made in Heaven».

## Історія
«You Do not Fool Me» — одна з останніх пісень, записаних для альбому «Made in Heaven», та одна з найнезвичайніших. На своєму сайті Браян Мей розповідає, що Девід Річардс, продюсер гурту, майже одноосібно, по крупицях створив цю пісню з уривків, записаних незадовго до смерті Фредді Мерк'юрі. Мей каже, що до роботи, виконаної Річардсом, ні про яку пісню і мови не було. Проте, склавши і відредагувавши пісню (включивши до неї і партії, складені для пісні «A Winter's Tale»), Річардс представив її решті членів гурту. Після цього Браян Мей, Роджер Тейлор і Джон Дікон додали свої інструментальні партії і записали бек-вокал і з подивом почули закінчену композицію, написану з нуля. Стиль пісні нагадує альбом «Queen» «Hot Space» 1982 року, про це йдеться у коментарях до альбому-збірки гурту «Greatest Hits III».

## Відеокліп
Дія кліпу відбувається в нічному клубі, де молода людина несподівано зустрічає свою колишню подругу і згадує моменти з їхніх недовгих любовних стосунків. Можливо, тема пісні є продовженням історії, покладеної в основу пісень гурту «Play the Game» і «It's a Hard Life».

## Трек-лист
CD сингл
1. «You Don’t Fool Me» (edit) — 3:54
2. «You Don’t Fool Me» (album version) — 5:25

CD максі
1. «You Don’t Fool Me» (album version) — 5:25
2. «You Don’t Fool Me» (edit) — 3:54
3. «You Don’t Fool Me» (Sexy Club mix) — 10:18
4. «You Don’t Fool Me» (Dancing Divaz Club mix) — 7:07

12" максі — Європа
1. «You Don’t Fool Me» (Sexy Club mix)
2. «You Don’t Fool Me» (Dancing Divaz Club mix)
3. «You Don’t Fool Me» (B.S. Project remix)
4. «You Don’t Fool Me» (Dancing Divaz Instrumental Club mix)

12" максі — США
1. «You Don’t Fool Me» (Freddy’s Club mix) — 7:02
2. «You Don’t Fool Me» (album version) — 5:24
3. «You Don’t Fool Me» (Freddy’s Revenge Dub) — 5:53
4. «You Don’t Fool Me» (Queen for a Day mix) — 6:33

Деякі американські 12" не містять альбомну версію

### Ремікси
CD single
1. «You Don’t Fool Me» (B.S. Project remix — edit) — 3:15
2. «You Don’t Fool Me» (edit) — 4:40

CD максі — Велика Британія
1. «You Don’t Fool Me» (album version) — 5:24
2. «You Don’t Fool Me» (Dancing Divaz Club mix) — 7:05
3. «You Don’t Fool Me» (Sexy Club mix) — 10:53
4. «You Don’t Fool Me» (Late mix) — 10:34

12" максі — Велика Британія
1. «You Don’t Fool Me» (Dancing Divaz Club mix) — 7:05
2. «You Don’t Fool Me» (Late mix) — 10:34
3. «You Don’t Fool Me» (Sexy Club mix) — 10:53
4. «You Don’t Fool Me» (album version) — 5:24

Касета-сингл
1. «You Don’t Fool Me» (album version) — 5:24
2. «You Don’t Fool Me» (Dancing Divaz Club mix) — 7:05

## Музиканти
- Фредді Мерк'юрі — головний вокал, бек-вокал
- Браян Мей — електрогітара, бек-вокал
- Роджер Тейлор — ударні, перкусія, клавішні, бек-вокал
- Джон Дікон — бас-гітара